# 2012年夏季奧林匹克運動會德國代表團
2012年夏季奧林匹克運動會德國代表團參加2012年7月27日至8月12日在英國倫敦舉行的第三十屆奧林匹克運動會。他們共派出392位運動員參與23個項目。